# Hit (baseboll)
Hit eller base hit (förkortat H) är en statistisk kategori i baseboll.
En slagman får en hit om han tar sig ut på bas utan att bli bränd efter att ha satt bollen i spel med slagträt. Om han tar sig ut på bas tack vare att utelaget gör en error eller tack vare att utelaget väljer att bränna en annan löpare (en så kallad "fielder's choice") räknas det dock inte som en hit. Slagmannen måste så att säga ta sig ut på bas på egna meriter.
Det finns olika sorters hits. Om slagmannen tar sig till första bas är det en single (eller singel), om han tar sig till andra bas är det en double (dubbel), om han tar sig till tredje bas är det en triple (trippel) och om han tar sig till hemplattan är det en homerun. Doubles, triples och homeruns kallas med en gemensam term för extra-base hits. En "infield hit" kännetecknas av att bollen stoppas av en infielder, men att slagmannen ändå hinner till första bas utan att bli bränd. Dessa är ovanliga och kräver att slagmannen är en mycket snabb löpare.
På sin väg till första bas kan slagmannen bli bränd genom en force play vid första bas eller genom att bli taggad av en utespelare.
Om en slagman når första bas utan att bli bränd och utan hjälp av en error eller fielder's choice, men fortsätter att springa runt baserna och blir bränd längre fram så räknas det ändå som en hit. Om han blir bränd vid andra bas räknas det som en single, om han blir bränd vid tredje bas räknas det som en double och om han blir bränd vid hemplattan räknas det som en triple.
Hur ofta en slagman lyckas få en hit avgör vilket slaggenomsnitt han får eftersom man för att räkna ut slaggenomsnittet tar antalet hits och delar med antalet at bats.
Hits protokollförs även för pitchers, men för dem är det bäst att tillåta så få som möjligt. Om en pitcher eller pitchers lyckas pitcha en hel match utan att tillåta en enda hit för motståndarna kallas det en no-hitter, vilket är mycket ovanligt och prestigefyllt.

## Major League Baseball

### Definition
I Major League Baseball (MLB) definieras en hit i paragraf 9.05 i de officiella reglerna. Regleringen är mycket detaljerad, men följer i stort sett den definition som angetts ovan. Det sägs särskilt att den officiella protokollföraren i tveksamma fall ska besluta till slagmannens fördel och tillerkänna denne en hit.
Definitionen har ändrats några gånger under årens lopp, bland annat räknades walks som hits under 1887 års säsong. Detta ledde till skyhöga slaggenomsnitt den säsongen. Tip O'Neill hade till exempel hela 0,485, högst i MLB:s historia. Genom åren har det funnits olika uppfattningar i frågan om dessa resultat skulle erkännas eller om man skulle räkna om statistiken med användande av den normala definitionen. En kommitté tillsatt av MLB beslutade i slutet av 1960-talet att statistiken skulle räknas om, men detta ändrades igen i början av 2000-talet. De flesta nutida källor, inklusive MLB och Baseball-Reference, har trots detta valt att räkna om statistiken så att walks den säsongen inte räknas som hits och O'Neills slaggenomsnitt blir då i stället 0,435, fortfarande näst högst i MLB:s historia, Negro leagues undantagna, efter Hugh Duffys 0,440 från 1894.

### Tio i topp

#### Slagmän
| Nr  | Slagman              | Säsonger             | H     |
| --- | -------------------- | -------------------- | ----- |
| 1   | Pete Rose            | 1963–1986            | 4 256 |
| 2   | Ty Cobb†             | 1905–1928            | 4 191 |
| 3   | Hank Aaron†          | 1954–1976            | 3 771 |
| 4   | Stan Musial†         | 1941–1944, 1946–1963 | 3 630 |
| 5   | Tris Speaker†        | 1907–1928            | 3 515 |
| 6   | Derek Jeter†         | 1995–2014            | 3 465 |
| 7   | Honus Wagner†        | 1897–1917            | 3 430 |
| 8   | Carl Yastrzemski†    | 1961–1983            | 3 419 |
| 9   | Albert Pujols        | 2001–2022            | 3 384 |
| 10  | Paul Molitor†        | 1978–1998            | 3 319 |
| Nr  | Bästa aktiva slagman | Säsonger             | H     |
| 216 | Joey Votto*          | 2007–                | 2 135 |

| Nr | Slagman              | Säsong | H   |
| -- | -------------------- | ------ | --- |
| 1  | Ichiro Suzuki        | 2004   | 262 |
| 2  | George Sisler†       | 1920   | 257 |
| 3  | Lefty O'Doul         | 1929   | 254 |
| 3  | Bill Terry†          | 1930   | 254 |
| 5  | Al Simmons†          | 1925   | 253 |
| 6  | Rogers Hornsby†      | 1922   | 250 |
| 6  | Chuck Klein†         | 1930   | 250 |
| 8  | Ty Cobb†             | 1911   | 248 |
| 9  | George Sisler†       | 1922   | 246 |
| 10 | Ichiro Suzuki        | 2001   | 242 |
| Nr | Bästa aktiva slagman | Säsong | H   |
| 56 | José Altuve*         | 2014   | 225 |

* Aktiva spelare i MLB i fet stil

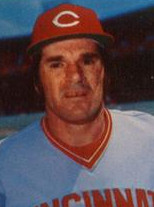
Pete Rose har flest hits under karriären.

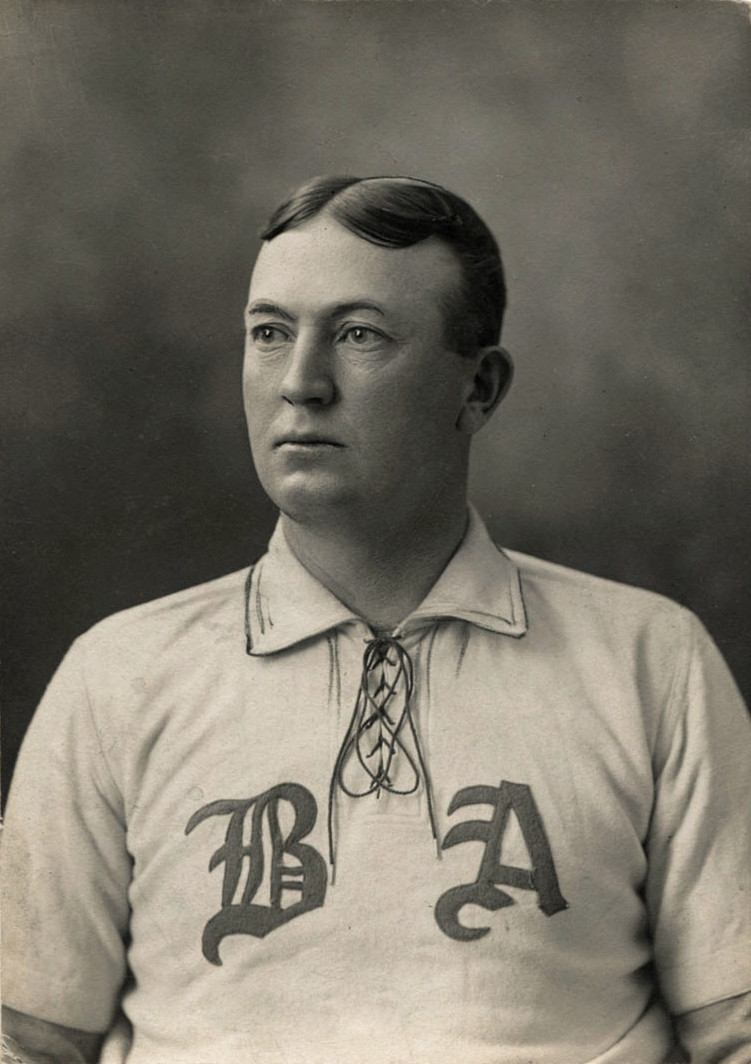
Cy Young har tillåtit flest hits under karriären.

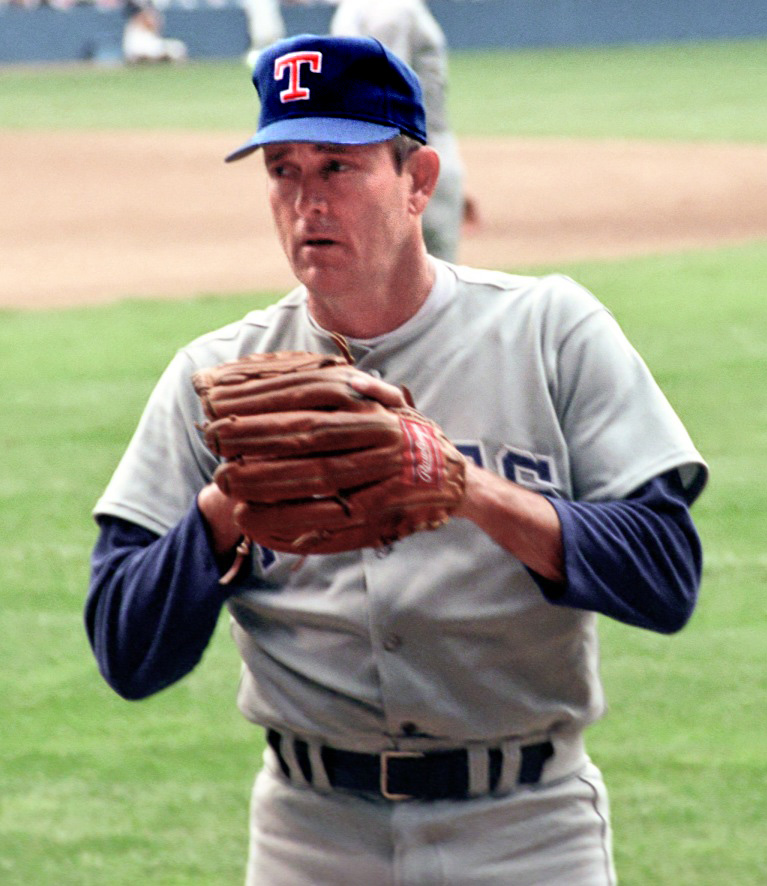
Nolan Ryan har lägst antal hits per 9 innings pitched under karriären.

† Spelare invalda i National Baseball Hall of Fame
1. ↑  Enligt Baseball-Reference.com hade Ty Cobb 4 189 hits
2. ↑  Enligt Baseball-Reference.com hade Tris Speaker 3 514 hits
3. ↑  Enligt Baseball-Reference.com hade Honus Wagner 3 420 hits

#### Pitchers
| Nr  | Pitcher                     | Säsonger             | H     |
| --- | --------------------------- | -------------------- | ----- |
| 1   | Cy Young†                   | 1890–1911            | 7 092 |
| 2   | Pud Galvin†                 | 1879–1892            | 6 352 |
| 3   | Phil Niekro†                | 1964–1987            | 5 044 |
| 4   | Gaylord Perry†              | 1962–1983            | 4 938 |
| 5   | Walter Johnson†             | 1907–1927            | 4 913 |
| 6   | Kid Nichols†                | 1890–1901, 1904–1906 | 4 912 |
| 7   | Grover Cleveland Alexander† | 1911–1930            | 4 868 |
| 8   | Warren Spahn†               | 1942, 1946–1965      | 4 830 |
| 9   | Tommy John                  | 1963–1974, 1976–1989 | 4 783 |
| 10  | Greg Maddux†                | 1986–2008            | 4 726 |
| Nr  | "Bästa" aktiva pitcher      | Säsonger             | H     |
| 102 | Zack Greinke*               | 2004–                | 3 207 |

| Nr   | Pitcher                | Säsong | H   |
| ---- | ---------------------- | ------ | --- |
| 1    | John Coleman           | 1883   | 772 |
| 2    | Bobby Mathews          | 1876   | 693 |
| 3    | Pud Galvin†            | 1883   | 676 |
| 3    | Will White             | 1879   | 676 |
| 5    | Jim Devlin             | 1877   | 617 |
| 6    | George Bradley         | 1879   | 590 |
| 7    | John Clarkson†         | 1889   | 589 |
| 8    | Pud Galvin†            | 1879   | 585 |
| 8    | Matt Kilroy            | 1887   | 585 |
| 8    | Jim McCormick          | 1880   | 585 |
| Nr   | "Bästa" aktiva pitcher | Säsong | H   |
| >500 | Zack Greinke*          | 2005   | 233 |

* Aktiva spelare i MLB i fet stil
† Spelare invalda i National Baseball Hall of Fame
1. ↑  Enligt Baseball-Reference.com tillät Kid Nichols 4 929 hits

| Nr | Pitcher          | Säsonger        | H/9  |
| -- | ---------------- | --------------- | ---- |
| 1  | Nolan Ryan†      | 1966, 1968–1993 | 6,56 |
| 2  | Sandy Koufax†    | 1955–1966       | 6,79 |
| 3  | Clayton Kershaw* | 2008–           | 6,82 |
| 4  | Andy Messersmith | 1968–1979       | 6,94 |
| 5  | Hoyt Wilhelm†    | 1952–1972       | 7,01 |
| 6  | Sam McDowell     | 1961–1975       | 7,03 |
| 7  | Pedro Martínez†  | 1992–2009       | 7,07 |
| 8  | Ed Walsh†        | 1904–1917       | 7,12 |
| 9  | Ed Reulbach      | 1905–1917       | 7,24 |
| 10 | Randy Johnson†   | 1988–2009       | 7,28 |

| Nr | Pitcher         | Säsong | H/9  |
| -- | --------------- | ------ | ---- |
| 1  | Trevor Bauer*   | 2020   | 5,05 |
| 2  | Dave Brown      | 1920   | 5,09 |
| 3  | Dinelson Lamet* | 2020   | 5,09 |
| 4  | Elbert Williams | 1932   | 5,24 |
| 5  | Nolan Ryan†     | 1972   | 5,26 |
| 6  | Luis Tiant      | 1968   | 5,30 |
| 7  | Nolan Ryan†     | 1991   | 5,31 |
| 8  | Pedro Martínez† | 2000   | 5,31 |
| 9  | Dan Bankhead    | 1941   | 5,32 |
| 10 | Ed Reulbach     | 1906   | 5,33 |

* Aktiva spelare i MLB i fet stil
† Spelare invalda i National Baseball Hall of Fame

### Övriga rekord

#### Individuellt
Fem slagmän har lyckats med bedriften att slå tre hits i samma inning – Tom Burns, Fred Pfeffer och Ned Williamson gjorde det i samma match den 6 september 1883, Gene Stephens den 18 juni 1953 och Johnny Damon den 27 juni 2003. Rekordet för flest hits av en slagman under en match är nio, satt av Johnny Burnett den 10 juli 1932 i en match som gick till förlängning (18 inningar). För matcher som inte gått till förlängning utan bara varat i nio inningar är rekordet sju hits, satt av Wilbert Robinson den 10 juni 1892 och tangerat av Rennie Stennett den 16 september 1975. För en månad är rekordet 68 hits, satt av Ty Cobb i juli 1912. Rookie-rekordet för flest hits under en säsong är 242, satt av Ichiro Suzuki 2001. Rekordet för flest säsonger med minst 200 hits är tio, satt av Pete Rose och tangerat av Ichiro Suzuki (Suzukis tio säsonger var i rad).
De slagmän som flest säsonger haft flest hits i sin liga är Willard Brown och Ty Cobb, vilka båda ledde sin respektive liga åtta olika säsonger. För pitchers delar Liván Hernández och Robin Roberts den tvivelaktiga äran att ha lett sin respektive liga flest gånger i tillåtna hits med fem olika säsonger. I den mer positiva kategorin lägst antal hits per 9 innings pitched innehas rekordet av Nolan Ryan, som ledde sin liga tolv olika säsonger.
När det gäller slutspel är den slagman som har flest hits under karriären Derek Jeter med 200. Ser man enbart till World Series och Negro World Series är rekordet för flest hits under karriären 71, satt av Yogi Berra. Den pitcher som tillåtit lägst antal hits per 9 innings pitched i slutspelet under karriären är Jeremy Affeldt med 4,02 (minimum: 30 innings pitched) och i World Series och Negro World Series är det Madison Bumgarner som har rekordet med 3,50 (minimum: 20 innings pitched).

#### Lag
Lagmässigt är rekordet för flest hits i en inning 16, satt av Chicago White Stockings den 6 september 1883, och rekordet för flest hits i rad i en inning är elva, satt av Colorado Rockies den 30 juli 2010. Philadelphia Phillies satte den 17 augusti 1894 rekordet för flest hits under en match med 36, och rekordet för flest hits under en match av båda lagen sattes den 25 augusti 1922 av Chicago Cubs och Philadelphia Phillies med 51. Philadelphia Phillies innehar även rekordet för flest hits under en säsong med 1 783, satt 1930.